# سوسک خاک‌اره‌ساز
سوسک خاک‌اره‌ساز (نام علمی: Lyctinae) نام یک زیرخانواده از تیره سوسک‌های مته‌ای است.